# Tidesmus episcopus
Tidesmus episcopus är en mångfotingart som beskrevs av Chamberlin 1943. Tidesmus episcopus ingår i släktet Tidesmus, ordningen banddubbelfotingar, klassen dubbelfotingar, fylumet leddjur och riket djur. Inga underarter finns listade i Catalogue of Life.